# Gruzovce
Gruzovce (in ungherese Gorzó, in tedesco Wollenhau) è un comune della Slovacchia facente parte del distretto di Humenné, nella regione di Prešov.
Fu citato per la prima volta in un documento storico nel 1347, quando qui la giustizia veniva amministrata secondo il diritto germanico. Appartenne ai due fratelli György e Antal del casato dei Drugeth. Successivamente passò ai Wandernath, ai Sennyey, ai Szirmay e infine agli Andrássy.